# Missa di San Emidio
La Missa di San Emidio, també anomedada Missa Romana per a soprano, contralt, dos cors, dues orquestres i baix continu, és una missa en re major composta per Giovanni Battista Pergolesi i estrenada el 31 de desembre de 1732 a l'església de Santa Maria della Stella de Nàpols.

## Origen i context
Pergolesi va compondre diverses òperes, amb poc èxit i avui oblidades. El seu únic triomf rotund en el gènere escènic va ser l'espurnejant òpera bufa La serva padrona, un deliciós vodevil que encara es representa actualment i que, en el seu temps, va encendre una forta polèmica a París entre els partidaris de l'òpera francesa i els de la italiana.
En 1732 Pergolesi estava al servei del príncep Stigliano, a qui va dedicar les Sonates per a trio. Va ser aquest magnat qui, en ocasió d'un terratrèmol que va estremir Nàpols, li va encarregar la Missa solemne en honor de Sant Emidio, bisbe d'Ascoli, recentment nomenat patró de la ciutat perquè intercedís davant de Déu i li demanés que no es repetissin més les catàstrofes.

## Enregistraments
- Claudio Abbado, Orchestra Mozart, Coro della Radiotelevisione Svizzera, Veronica Cangemi, Sara Mingardo, Rachel Harnish, Teresa Romano, 2010
- Rinaldo Alessandrini, Concerto Italiano, 2010
- Ireneu Segarra, Escolania de Montserrat, Tölzer Knabenchor, Collegium Aureum, Harmonia Mundi, 1972